# Коваленко, Анастасия Прокофьевна
Анастасия Прокофьевна Коваленко (29 ноября 1906, Калниболотская — 26 июля 1983, Кубанский, Краснодарский край) — звеньевая зернового совхоза «Кубанский» Министерства совхозов СССР, Новопокровский район Краснодарского края. Герой Социалистического Труда (11 мая 1949).

## Биография
Родилась 29 ноября 1906 года в станице Калниболотской ныне Новопокровского района Краснодарского края. Русская.
До коллективизации сельского хозяйства трудилась в частном хозяйстве. С заселением в 1929 году посёлка Кубанский проживала в нём и работала в зерносовхозе «Кубанский» разнорабочей, затем поваром, помощником молотобойца в кузнице.
В 1933 году она возглавила полеводческое звено по выращиванию зерновых. После освобождения района самоотверженно трудилась на полях совхоза, работала звеньевой полеводческого звена по выращиванию зерновых, свёклы и кукурузы.
Проявила инициативу после войны по организации сбора удобрений с частных подворьев населения в специально расставленные по посёлку ёмкости.
По итогам работы в 1948 году её звено получило урожай пшеницы 33,6 центнера с гектара на площади 20 гектаров при общесоюзной урожайности 11 — 13 центнеров с гектара.
Указом Президиума Верховного Совета СССР от 11 мая 1949 года за получение высоких урожаев пшеницы при выполнении совхозами плана сдачи государству сельскохозяйственных продуктов в 1948 году и обеспеченности семенами всех культур в размере полной потребности для весеннего сева 1949 года Коваленко Анастасии Прокофьевне присвоено звание Героя Социалистического Труда с вручением ордена Ленина и золотой медали «Серп и Молот».
Была неоднократной участницей ВСХВ и ВДНХ, и в последующие годы её звено добивалось высоких показателей в социалистическом соревновании продолжало получать отличные урожаи озимой пшеницы.

## Награды
- Медаль «Серп и Молот» (11.05.1949);
- Орден Ленина (11.05.1949).
- Медаль «В ознаменование 100-летия со дня рождения Владимира Ильича Ленина»
- Медаль «Ветеран труда»
- медалями ВСХВ и ВДНХ
- Нагрудный знак «Лучший садовод и виноградарь»
- и другими
- Отмечена грамотами и дипломами.

## Память

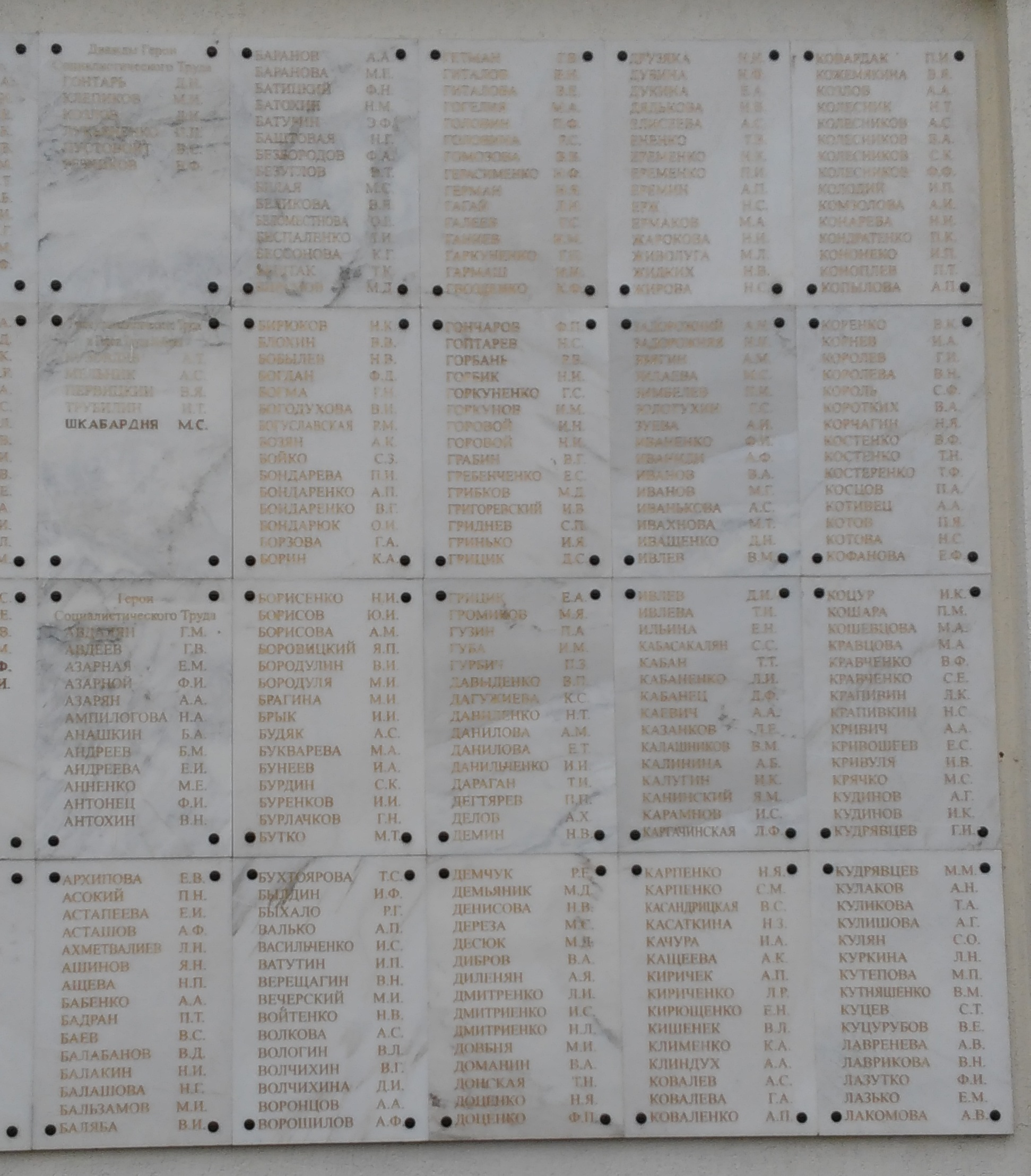
Мемориальная доска с именами Героев Социалистического Труда Кубани и Адыгеи. Краснодар 2017

- На могиле установлен надгробный памятник.
- Имя Героя золотыми буквами вписано на мемориальной доске в Краснодаре.
- Школа № 7 поселка Малокубанского, Новопокровского районеа была удостоена в 2019 году Почётного звания школа «Имени трех Героев Социалистического Труда»: Марии Стефановны Белой, Анастасии Прокофьевны Коваленко, Ольги Павловной Поливиной[4].